# Mattawa, Ontario
Mattawa är en ort i Kanada.   Den ligger i provinsen Ontario, i den sydöstra delen av landet, 250 km väster om huvudstaden Ottawa. Mattawa ligger 161 meter över havet och antalet invånare är 2 415. Den ligger vid sjön Boom Lake.
Terrängen runt Mattawa är kuperad åt nordväst, men åt sydost är den platt. Mattawa ligger nere i en dal. Trakten runt Mattawa är nära nog obefolkad, med mindre än två invånare per kvadratkilometer.. Det finns inga andra samhällen i närheten. 
I omgivningarna runt Mattawa växer i huvudsak blandskog.